# Braveheart
Braveheart ist ein US-amerikanisches Historien-Drama aus dem Jahr 1995 mit Mel Gibson in der Hauptrolle als William Wallace. Gibson ist zugleich auch Produzent und Regisseur. In weiteren Rollen sind Sophie Marceau, Patrick McGoohan, Brendan Gleeson und Angus Macfadyen zu sehen. Der Film erhielt fünf Oscars, unter anderem in den Kategorien Bester Film und Beste Regie.

## Handlung
Ende des 13. Jahrhunderts beansprucht König Edward I. von England, genannt „Edward the Longshanks“, den Thron Schottlands, und lockt mehrere schottische Unterhändler in einen Hinterhalt, wo er alle Gesandten trotz Parlamentärsflagge töten lässt. In den darauf folgenden kriegerischen Auseinandersetzungen werden Williams Vater und Bruder getötet. Der achtjährige William, nun verwaist, wird von seinem Onkel Argyle aufgenommen, der in Irland lebt, und erhält von ihm eine angemessene Bildung.
Als erwachsener Mann kehrt Wallace viele Jahre später in sein Dorf zurück, um das Anwesen seiner Eltern wieder aufzubauen. Zu kämpfen ist er nicht bereit, nachdem er durch Kampf seine Familie verloren hat, er will nur in Ruhe das Land bestellen. Als er seine Kindheitsliebe Murron wiedersieht, verlieben sie sich und heiraten heimlich, da der englische Sheriff nach Dekret Edwards das Ius primae noctis beanspruchen kann. Als wenig später ein englischer Soldat Murron vergewaltigen will und Wallace ihr zu Hilfe eilt, kommt es zum Kampf. Wallace entkommt, doch Murron wird gefasst und vom Sheriff öffentlich hingerichtet, um Wallace zu ködern. Dieser stürmt mit seinen Clansfreunden die Garnison und tötet den Sheriff mit eigener Hand. Daraufhin führt er seinen Clan und eine wachsende Schar Freiwilliger auf einen Rachefeldzug gegen die englischen Garnisonen in der Umgebung.
Aufgrund dieser Verwüstungen ist ein Krieg gegen England nicht mehr zu vermeiden, und Wallace schart die einfachen Schotten und einige benachbarte Clans um sich, während die schottischen Edelleute sich zurückhalten, teils aus Angst, teils aus Profitgier. Für William allerdings, der nichts besitzt, ist es nun ein idealistischer Kampf um Schottlands Freiheit und Eigenständigkeit. Edward, zu dieser Zeit in Frankreich, überträgt die Verantwortung für die Niederschlagung des Aufstandes seinem schwächlichen, homosexuellen Sohn, der sich aber nicht weiter um die Angelegenheit kümmert.
Wallace führt die schottische Armee bei der Schlacht von Stirling Bridge an und erringt zusammen mit den Edelleuten, die sich nun doch kampfbereit zeigen, den Sieg. Anschließend wird er in Edinburgh zum Guardian of Scotland ernannt und zum Ritter geschlagen, doch bald geht es den Edelleuten wieder nur um ihren eigenen Vorteil. Erzürnt über ihre Zerstrittenheit kündigt Wallace einen Präventivschlag gegen England an und nimmt York ein. Den Kopf des Stadtkommandanten, des Neffen Longshanks, schickt er nach London. Edward, wieder in London angekommen, ist über die Einnahme Yorks und die Tatenlosigkeit seines Sohnes so erzürnt, dass er dessen Freund und Berater aus dem Fenster in den Tod wirft. Ein Anschlag von Prinz Edward auf seinen Vater misslingt. Schließlich befiehlt der König seiner unglücklichen Schwiegertochter Isabelle, mit Wallace zu verhandeln. Diese hat sich schon längst aus den kursierenden Erzählungen in Wallace verliebt. Währenddessen greift Edward zu einer List: Während das Treffen mit Isabelle Wallace ablenkt, schickt der König heimlich Truppen über den Seeweg aus Frankreich nach Schottland, um Wallace den Nachschub abzuschneiden und ihm in den Rücken zu fallen. Prinzessin Isabelle kann Wallace gerade noch rechtzeitig warnen lassen, als sie davon erfährt.
Robert the Bruce, der legitime schottische Thronerbe, gibt William, den er bewundert, sein Wort, mit ihm gegen England zu kämpfen, steht dabei jedoch im Konflikt mit seinem leprakranken, dominanten Vater, der Robert durch Paktieren einen Thron von Englands Gnaden sichern will. Deshalb wird William von Robert sowie einigen Edelleuten, die von Edward bestochen wurden, in der Schlacht von Falkirk verraten. Gleich darauf bekommt Robert Gewissensbisse und verhilft dem bereits verwundeten Wallace zur Flucht. Trotz der schweren Niederlage führt Wallace den Kampf weiter, rächt sich an den verräterischen Edelleuten und schart neue Truppen um sich. Als Isabelle erneut Wallace vor einem Hinterhalt warnt, kommen sie ins Gespräch. Sie gesteht ihm ihre Liebe, und sie verbringen die Nacht miteinander.
Gegen eine hohe Bestechungssumme liefern die schottischen Edelleute William Wallace schließlich an Edward aus, indem sie ihn mit einer List in eine Falle locken, ohne dass der überrumpelte Robert the Bruce es verhindern kann. Wallace wird von englischen Soldaten gefangen genommen und nach London in den Kerker gebracht. Obwohl Isabelle sich bei dem inzwischen schwerkranken Edward für ihn einsetzt und ihm eröffnet, dass sie ein Kind von Wallace erwartet, das einmal über England herrschen wird, wird Wallace des Hochverrats angeklagt und für schuldig befunden. Seine Hinrichtung soll durch Vierteilung erfolgen. Auf der Folterbank verweigert er bis zuletzt die Bitte um Gnade, die seine Folter abgekürzt und für einen schnellen Tod gesorgt hätte. Nachdem er statt der geforderten Unterwerfung laut das Wort „Freiheit“ ruft, wird er enthauptet. Im selben Moment macht auch König Edward seinen letzten Atemzug, mit Williams trotzigem Schrei in den Ohren.
Am Ende des Films soll Robert the Bruce die schottische Königskrone von Englands Gnaden erhalten, was ihn zu einem englischen Vasallen gemacht hätte. Kurz vor der Annahme der Krone durch die Engländer ändert er jedoch seine Pläne und führt die verbliebenen Anhänger von Wallace in die Schlacht von Bannockburn. Der Film stellt den Ausgang der Schlacht nicht dar, erwähnt jedoch im Schlusswort, dass die Schotten sich in dieser Schlacht endgültig ihre Freiheit erkämpften.

## Historische Vorlagen und Filmfehler
Der Film basiert zum Teil auf tatsächlichen, historischen Gegebenheiten. Der schottische Rebellenführer William Wallace existierte tatsächlich, wenn auch die filmische Darstellung in vielen Details nicht den historischen Tatsachen entspricht. Der Film erweckt den Anschein, als hätte der schottische Unabhängigkeitskrieg nur sehr kurze Zeit gedauert, wodurch besonders im Fall von Robert the Bruce die historischen Fakten stark verzerrt dargestellt oder aus dem Zusammenhang gerissen werden.
Hauptquelle des von Randall Wallace 1995 geschriebenen Drehbuches ist das Gedicht Wallace des Minnesängers Blind Harry, verfasst in den 1470er Jahren. Es ist das älteste schriftliche Dokument, in dem Wallace als Volksheld dargestellt wird und der Grund für seinen bis heute anhaltenden Bekanntheitsgrad. Nachdem es 1508 erstmals gedruckt worden war, verbreitete es sich schnell über ganz Schottland, und Wallace wurde zum schottischen Freiheitshelden.
An historischen Quellen über William Wallace existieren vier Gerichtsurkunden und ein Handelsvertrag mit den Städten Lübeck und Hamburg, der von Wallace und dem Adeligen Andrew de Moray am 11. Oktober 1297 unterschrieben wurde und im Stadtarchiv Lübeck aufbewahrt wird. Erstmals als einer der Freiheitskämpfer Schottlands wird Wallace in der fünfbändigen Chronik von John Fordun dargestellt. Dieses fünfbändige Werk, vermutlich um 1363 verfasst, gilt noch heute als die wichtigste historische Quelle über Schottland im 12. und 13. Jh.: Chronica Gentis Scotorum.
Die Filmhandlung beginnt 1280. Dieses wird als Todesjahr des schottischen Königs Alexander III. ausgegeben und markiert den Beginn der englischen Unterdrückung. In anschließenden Revolten, angeführt von Wallace, wehren sich die Schotten gegen die englischen Invasoren und Eroberer. Die historischen Fakten sind komplexer. Erstens stirbt König Alexander III. erst sechs Jahre später, also 1286. Es folgt eine provisorische Regierung, da seine Thronfolgerin mit drei Jahren noch zu jung ist, um Königin von Schottland zu werden. Doch sie stirbt bereits 1290. So wird der englandtreue John Balliol zum König von Schottland gewählt. Tatsächlich ist er jedoch mehr Vasall von England als König von Schottland. Allen voran verweigern die Bruces, ihm den Treueeid zu leisten. Nachdem er 1296 vergiftet wird, erobern die Engländer Schottland. Dies führt zu den im Film gezeigten Freiheitskämpfen.
Am Ende des Films wird der Eindruck erweckt, dass die Schlacht von Bannockburn spontan ausgelöst wurde, als Robert Bruce von England die schottische Krone erhalten sollte und sich an Wallaces Opfer erinnert. In der Realität war Bruce bereits seit acht Jahren in einen Guerillakrieg mit den Engländern verwickelt und die Schlacht selbst fand neun Jahre nach der Exekution von Wallace statt. Etwa ein Jahr nach dessen Tod fand in Wirklichkeit die Schlacht bei Methven statt, die in einer empfindlichen Niederlage für Bruce endete. Der damals noch ungekrönte Robert Bruce wird im Film als „Earl of Bruce“ bezeichnet, tatsächlich war er der Earl of Carrick.
Im Film wird behauptet, dass Wallace den Anspruch von Bruce auf den schottischen Thron unterstützte. In Wirklichkeit war er jedoch Vasall des abgesetzten Königs John Balliol und somit auf dessen Seite. Der Film zeigt Robert Bruces Vater (der ebenfalls Robert hieß) als Leprakranken. Es gibt jedoch keine historischen Aufzeichnungen darüber. Lange nahmen Historiker an, dass König Robert Bruce selbst an Lepra gestorben sei, doch wird diese Theorie heute nicht mehr gestützt. Bei Falkirk wurde Wallace nicht von Bruce verraten. Er wechselte tatsächlich die Seiten, doch dies geschah schon einige Jahre zuvor aufgrund des Konflikts mit der Comyn-Familie, die John Balliol unterstützte (der Konflikt wird im Film lediglich bei Wallaces Ritterschlag und seiner Ernennung zum Guardian of Scotland angedeutet). Wallace wurde gejagt und gefangen genommen, nachdem die Schotten 1305 zur Kapitulation gezwungen worden waren. Zwar färbten sich schon die Pikten (lateinisch picti „die Bemalten“), Britannier, Gallier und Germanen das Gesicht mit blauer Farbe, dennoch war die Kriegsbemalung, die im Film bei Wallace und einigen Gefolgsleuten zu sehen ist, zu dieser Zeit bereits seit ungefähr 1000 Jahren „außer Mode“. Zu der Zeit, in der der Film spielt, gab es in Schottland zudem noch keine Kilts. Das Auftreten von Kilts ist nicht vor 1600 nachgewiesen. Das was heute als „schottischer Kilt“ bekannt ist, entstand sogar noch später. Im Film tragen William Wallace und seine Leute etwas, was später als „Great Kilt“ oder auch als „belted Plaid“ bekannt wurde, jedoch zur Zeit von Wallace noch nicht in Gebrauch war. Damals trugen Schotten eher Hosen.
William Wallace wurde im August 1305 hingerichtet, das erste Kind Edward von Prinzessin Isabelle de France wurde erst 1312 geboren, weshalb Wallace nicht dessen Vater sein konnte. Der englische König starb zwei Jahre nach Wallace’ Hinrichtung. Im Film wird Wallace hingerichtet, während der König im Sterben liegt. Während des letzten Schreis nach Freiheit durch Wallace stirbt der König. Auch das Bild des jungen Robert the Bruce als eines leicht beeinflussbaren Zauderers entspricht nicht den historischen Tatsachen: der schottische König wird oft als skrupellos beschrieben. Zudem war es Robert the Bruce, der die Engländer ab dem Jahr 1307 mit einem Guerillakampf überzog. Das zweite im Film eingeblendete Datum, die Schlacht von Bannockburn 1314, ist historisch korrekt. Robert the Bruce vereinte sich schließlich mit Wallace’ Truppen bei der Schlacht bei Bannockburn und führte das schottische Heer zum Sieg, weshalb er heute als schottischer Nationalheld gilt.
William Wallace entsprang keinesfalls den im Film dargestellten bäuerlichen Verhältnissen. Seine Familie besaß Land in Ayrshire und Renfrewshire und gehörte zur engsten Gefolgschaft der Stuarts. Ferner war Wallace in den Schlüsselstellen des Films wesentlich jünger als Gibson, und auch erheblich größer, was Gibson jedoch mit Hilfe einer humorvollen Einlage während des Films umgeht. Die heimliche Ehe mit Marion Braidfood (Murron) aus Lanark kann als historisch korrekt betrachtet werden, allerdings waren die beiden länger verheiratet, als im Film dargestellt. Sie hatten eine gemeinsame Tochter. Hingegen war die historische Prinzessin Isabelle, die im Film Gattin des englischen Thronfolgers ist und mit Wallace ein Kind erwartet, zum Zeitpunkt der Hinrichtung von Wallace 1305 erst ca. 10 Jahre alt und lebte noch in Frankreich. Erst 1308 kam sie nach England und wurde mit Edward II. verheiratet.
Eine Schlüsselszene ist Wallace’ legendäre Ansprache auf dem Schlachtfeld von Stirling „Sie mögen uns das Leben nehmen, aber niemals nehmen sie uns unsere Freiheit!“, die allerdings im Duktus der Rede des jungen englischen Königs Henry V. vor der Schlacht von Azincourt an seine Truppen in Shakespeares gleichnamigen Theaterstück entlehnt ist.
Weiterhin ist das im Film verwendete Wappen (drei Löwen und drei Lilien) als Anspruch auf Frankreichs Krone erst später das Wappen Englands geworden. Auch Whisky gab es noch nicht. Der wurde erst mehr als 200 Jahre später erstmals erwähnt.
Das im Film zum Teil als für die Rebellion ausschlaggebend dargestellte Ius primae noctis hat in dieser Form nie existiert.

## Hintergrund
Das Budget des Films betrug 72 Millionen US-Dollar. Die Einnahmen umfassen in etwa den dreifachen Betrag, rund 210 Millionen US-Dollar. Gedreht wurde im und am Ort Fort William, im Glen Coe und Glen Nevis sowie am Loch Leven. Trim Castle (Grafschaft Meath, Irland) diente als „Burghintergrund“ für den Film.
Der Film wurde in der Popkultur mehrfach als Inspiration genutzt, beispielsweise in Ice Age 4 – Voll verschoben (2012), wo eine Herde Schliefer mit blau geschminktem Anführer und langen Speeren eine Gruppe wesentlich größerer Piraten angreift. In Das A-Team – Der Film (2010) imitiert der Charakter Murdock blau geschminkt die Rede von William Wallace.
In der Serie Supernatural S08E11 wiederholt der Hauptcharakter Dean Winchester (Jensen Ackles) Passagen aus der Rede von William Wallace bei einem LiveActionRollenspiel. Allerdings ist sein Gesicht in Rot und Weiß geschminkt.
Die Titelmelodie wurde von DJ Sakin als Trance-Version veröffentlicht.

## Kritiken
„Ein zwischen 1275 und 1305 spielendes Epos, in dem viel von Freiheit geredet wird, das aber nicht mehr als eine aufwendige Rache-Story ist. In der Hauptrolle fehlbesetzt, flüchtet sich der Film in voyeuristische Grausamkeiten und üble Klischees.“

„Mel Gibsons ‚Braveheart‘ ist ein hervorragendes, ungemein packendes und eindringliches Schlachtenepos, welches die rauen und dunklen Tage des Mittelalters wiederbelebt und eine Lanze für das unbändige Verlangen nach Selbstbestimmung und Freiheit bricht.“

„Ergreifend-opulente Heldenverfilmung.“

„Er [Mel Gibson] hat viel Herzblut in diesen Film gesteckt, beweist aber auch Sinn für Humor und für mystisches Flair. Sadistische Leinwandexzesse werden dadurch ausbalanciert.“

## Auszeichnungen
Braveheart wurde mit fünf Oscars ausgezeichnet und erhielt einen Golden Globe Award.
Academy Awards 1996
- Oscar in der Kategorie Bester Film für Mel Gibson, Alan Ladd junior, Bruce Davey
- Oscar in der Kategorie Beste Regie für Mel Gibson
- Oscar in der Kategorie Beste Kamera für John Toll
- Oscar in der Kategorie Bester Tonschnitt für Lon Bender, Per Hallberg
- Oscar in der Kategorie Bestes Make-Up für Peter Frampton, Paul Pattison, Lois Burwell
- Nominiert in der Kategorie Bestes Kostüm für Charles Knode
- Nominiert in der Kategorie Bester Schnitt für Steven Rosenblum
- Nominiert in der Kategorie Beste Musik für James Horner
- Nominiert in der Kategorie Bester Ton für Andy Nelson, Scott Millan, Anna Behlmer, Brian Simmons
- Nominiert in der Kategorie Bestes Drehbuch für Randall Wallace

BAFTA Award 1996
- BAFTA Award in der Kategorie Beste Kamera für John Toll
- BAFTA Award in der Kategorie Bestes Kostüm für Charles Knode
- BAFTA Award in der Kategorie Bester Ton für Per Hallberg, Lon Bender, Brian Simmons, Andy Nelson, Scott Millan, Anna Behlmer
- Nominiert in der Kategorie Beste Regie für Mel Gibson
- Nominiert in der Kategorie Beste Musik für James Horner
- Nominiert in der Kategorie Bestes Make-Up für Peter Frampton, Paul Pattison, Lois Burwell
- Nominiert in der Kategorie Bestes Bühnenbild für Thomas E. Sanders

Empire Awards 1996
- Empire Award in der Kategorie Bester Film

Golden Globe Awards 1996
- Golden Globe in der Kategorie Beste Regie für Mel Gibson
- Nominiert in der Kategorie Bester Film (Drama)
- Nominiert in der Kategorie Beste Musik für James Horner
- Nominiert in der Kategorie Bestes Drehbuch für Randall Wallace

MTV Movie Awards 1996
- MTV Movie Award in der Kategorie Beste Action-Szene
- Nominiert in der Kategorie Bester Film
- Nominiert in der Kategorie Bester Hauptdarsteller für Mel Gibson

Saturn Award 1996
- Nominiert in der Kategorie Bester Action-/Abenteuerfilm
- Nominiert in der Kategorie Bestes Kostüm für Charles Knode
- Nominiert in der Kategorie Beste Musik für James Horner